# (12112) Sprague
(12112) Sprague est un astéroïde de la ceinture principale.

## Description
(12112) Sprague est un astéroïde de la ceinture principale. Il fut découvert le 23 juin 1998 aux Monts Santa Catalina par le Catalina Sky Survey. Il présente une orbite caractérisée par un demi-grand axe de 3,11 UA, une excentricité de 0,14 et une inclinaison de 22,9° par rapport à l'écliptique.

## Compléments